# 利奥三世 (拜占庭)
伊苏里亚的利奥三世 （希臘語：Λέων Γ' ο Ίσαυρος，約675年—741年6月18日），717年建立伊苏里亚王朝，717年至741年在位為拜占庭皇帝。

## 早年
利奥三世原是有着叙利亚血统的小亚细亚牧民，家乡为马拉什，通阿拉伯语和希腊语。早年曾協助查士丁尼二世復位，向政府进献多頭生畜，得到賞識而获得官职，开始了他的政治生涯，官至安纳托利亚军区司令。

## 與阿拉伯關係
716年，利奥三世自立為王，但實際上仍未成為拜占廷帝國的真正統治者，君士坦丁堡仍然在狄奥多西三世的統治下，因此利奧三世勾結阿拉伯勢力，接受阿拉伯的條件，以爭取其支持，聯合出兵攻佔君士坦丁堡，717年利奧三世率軍進入君士坦丁堡，正式揭開伊苏里亚王朝的序幕。但利奧三世建國後，並沒有履行對阿拉伯的承諾，阿拉伯因此率兵攻擊君士坦丁堡，阿拉伯兵的陸軍及海軍分別取道小亞細亞及博斯普魯斯海峽進攻。阿拉伯圍城近一年後，利奥三世借用新武器希臘火的威力，終于718年击败阿拉伯军队，暂时抑制阿拉伯的威脅。

## 破坏圣像运动
利奧三世執政期間，阿拉伯人佔領了帝國大部分的領土，令佔領地內的基督教修士回流到拜占庭帝国境內，導致境內的修士人數大增。修士及教會在帝國境內一向享有眾多的特權，加上教會以拜祭聖像等名目搜括人民資產，令宗教階層成為當時社會的一大負擔。於是利奧三世在726-730年間，兩度宣佈反對供奉聖像的詔令，是為破坏圣像运动，同時沒收教會的田產及土地，逼令修士還俗，從而減輕社會負擔。新羅馬宗主教聖傑曼努斯一世和教宗额我略二世對破壞聖像表達強烈抗議，前者最終辭職，後者於羅馬召開會議，宣布將破壞聖像者逐出教会並进行诅咒。727年，拉文納也因為反對破坏圣像运动而脫離帝國的統治，不過都無阻破坏圣像运动的進行，破坏圣像运动大大打擊了基督教會的勢力，最重要的是利奧三世將沒收了的田產及土地，分配給軍隊和貴族，從而堅固了利奧三世的統治。

## 內政

约717年的拜占庭帝国

利奧三世在位期間，重新編修了查士丁尼一世的法典，是為埃克洛加(Ecloga)，當中涵蓋了婚禮、遺囑、奴隸及私有制等法律內容，同時在法典中強調君權的重要性，鞏固了伊蘇里亞王朝的統治。